# Berta Konrad
Berta Konrad (* 5. September 1913 in München; † 5. Januar 1992 in Marquartstein) war eine deutsche Sozialpädagogin und Politikerin (CDU).

## Leben
Nach dem Volksschulabschluss und dem Besuch einer höheren Schule legte Konrad 1933 das Abitur in England ab. Im Anschluss absolvierte sie eine Verlags- und Buchhandelslehre. Sie arbeitete ab 1935 im sozialen Bereich und besuchte von 1939 bis 1941 die Soziale Frauenschule in München, an der das Fürsorgerinnenexamen ablegte. Ab 1942 studierte sie Rechts- und Sozialwissenschaften an den Universitäten in Tübingen, Freiburg im Breisgau und München. Ihr Studium schloss sie 1947 mit der Promotion ab.
Konrad arbeitete zunächst als Fürsorgerin und war seit 1949 als Dozentin an der Höheren Fachschule für Sozialarbeit in Heidelberg tätig, deren Leitung sie 1951 als Direktorin übernahm. Später erfolgte ihre Beförderung zur Ministerialrätin. Ab 1955 war sie Vorsitzende des Katholischen Deutschen Frauenbundes in Heidelberg und Mitglied des Diözesanvorstandes des Katholischen Frauenbundes innerhalb der Diözese Freiburg.
Konrad trat 1950 in die CDU ein. Sie war Vorstandsmitglied des CDU-Kreisverbandes Heidelberg und des Landesvorstandes der CDU Nordbaden. Bei der Landtagswahl 1956 gewann sie das Direktmandat im Wahlkreis 33 (Mannheim III) und zog daraufhin als Abgeordnete in den Landtag von Baden-Württemberg ein. Im Parlament, dem sie bis 1960 angehörte, war sie Vorsitzende des Sozialausschusses und Mitglied des Rechtsausschusses. Bei den Bundestagswahlen 1957 und 1965 kandidierte sie für den Deutschen Bundestag, errang jedoch kein Mandat.
Konrad lebte zuletzt als Schwester des Ordens von der Heimsuchung Mariens in Niedernfels.

## Auszeichnungen
- 1976: Verdienstkreuz 1. Klasse der Bundesrepublik Deutschland